# Dâmocles

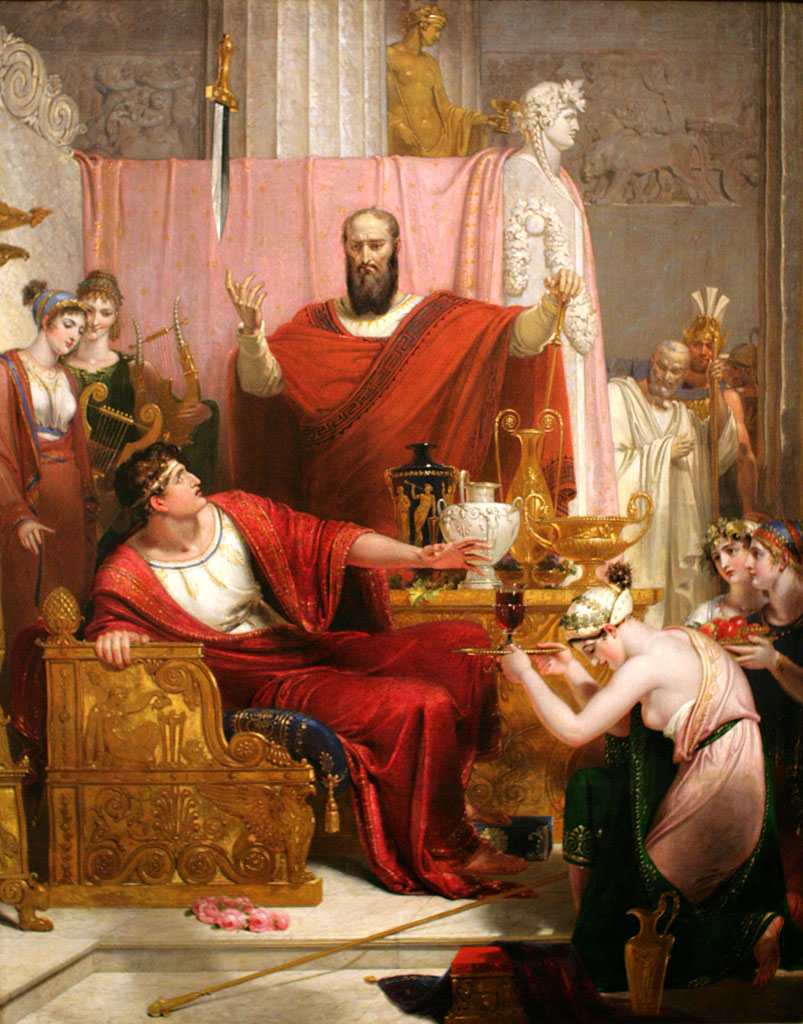
Na pintura de Richard Westall, A Espada de Dâmocles (1812), os belos rapazes da anedota de Cícero foram transformados em moças virgens para gosto do patrono neoclássico Thomas Hope.

Dâmocles é protagonista de uma anedota moral que figurou originalmente na história perdida da Sicília por Timeu de Tauromênio (c. 356 – 260 a.C.). Cícero pode tê-la lido em Diodoro Sículo. Ele fez uso dela em suas Tusculan Disputationes V.61 - 62.
Dâmocles era um cortesão bastante bajulador na corte do tirano Dionísio, de Siracusa. Ele dizia que, como um grande homem de poder e autoridade, Dionísio era verdadeiramente afortunado.
Dionísio ofereceu-se para trocar de lugar com ele por um dia, para que ele também pudesse sentir o gosto de toda esta sorte, sendo servido em ouro e prata, atendido por mulheres de extraordinária beleza, e servido com as melhores comidas. No meio de todo o luxo, Dionísio ordenou que uma espada fosse pendurada sobre o pescoço de Dâmocles, presa apenas por um fio de rabo de cavalo. Ao ver a espada afiada suspensa diretamente sobre sua cabeça, Dâmocles perdeu o interesse pela excelente comida e pelas belas mulheres e abdicou de seu posto, dizendo que não queria mais ser tão afortunado.
A espada de Dâmocles é uma alusão frequentemente usada para remeter a este conto, representando a insegurança daqueles com grande poder (devido à possibilidade deste poder lhes ser tomado de repente) ou, mais genericamente, a qualquer sentimento de danação iminente.
Entalhes em madeira da espada de Dâmocles aparecem como símbolo em manuais europeus dos séculos XVI e XVII.